# Нормативно-правові акти Європейського Союзу
Нормати́вно-правові́ а́кти Європе́йського Сою́зу — офіційні письмові документи, прийняті інституціями Європейського Союзу для виконання повноважень, наданих їм установчими договорами від держав-членів. Вони бувають п’яти форм: регламенти, директиви, рішення, рекомендації та думки.
Регламенти та директиви можуть бути як обов'язковими, так і необов'язковими актами. Обов'язкові нормативно-правові акти, як правило, ухвалюються Радою Європейського Союзу та Європейським Парламентом, які діють разом, і мають правову основу в договорах. Необов'язкові нормативно-правові акти ухвалюються Європейською комісією відповідно до повноважень, наданих їй установчими договорами. Їх функція полягає в тому, щоб заповнити деталі, пропущені іншими нормативно-правовими актами.

## Види
- Регламент негайно набуває чинности як закон у всіх державах-членах одночасно й не потребує транспортування в національне законодавство. Його можна розглядати як еквівалент загальноєвропейського акту парламенту.
- Директива вимагає від держав-членів досягнення певного результату, не диктуючи засоби досягнення цього результату.
- Рішення є обов'язковим до виконання в повному обсязі. Рішення, у якому вказано тих, кому воно адресоване, є обов’язковим лише для них.
- Рекомендації та думки не є обов'язковими.